# Jacqueline Held
Pour les articles homonymes, voir Held.
Jacqueline Held, née à Poitiers le 27 mai 1936, est une femme de lettres française, auteure de littérature pour la jeunesse et poétesse.

## Biographie
Jacqueline Held, née Bonneau, a été professeure de philosophie à l'école normale de Laon de 1960 à 1967, puis professeure de psychologie de l'enfant et de littérature pour la jeunesse à l'école normale d'Orléans jusqu’en 1980,. En 1970, elle remporte le Grand prix ORTF de littérature pour la jeunesse pour son premier roman Le Chat de Simulombula,, qui sera publié par François Ruy-Vidal aux éditions Les livres d’Harlin Quist en grand format en 1971, puis au Livre de poche et Folio Junior pour les rééditions poches.

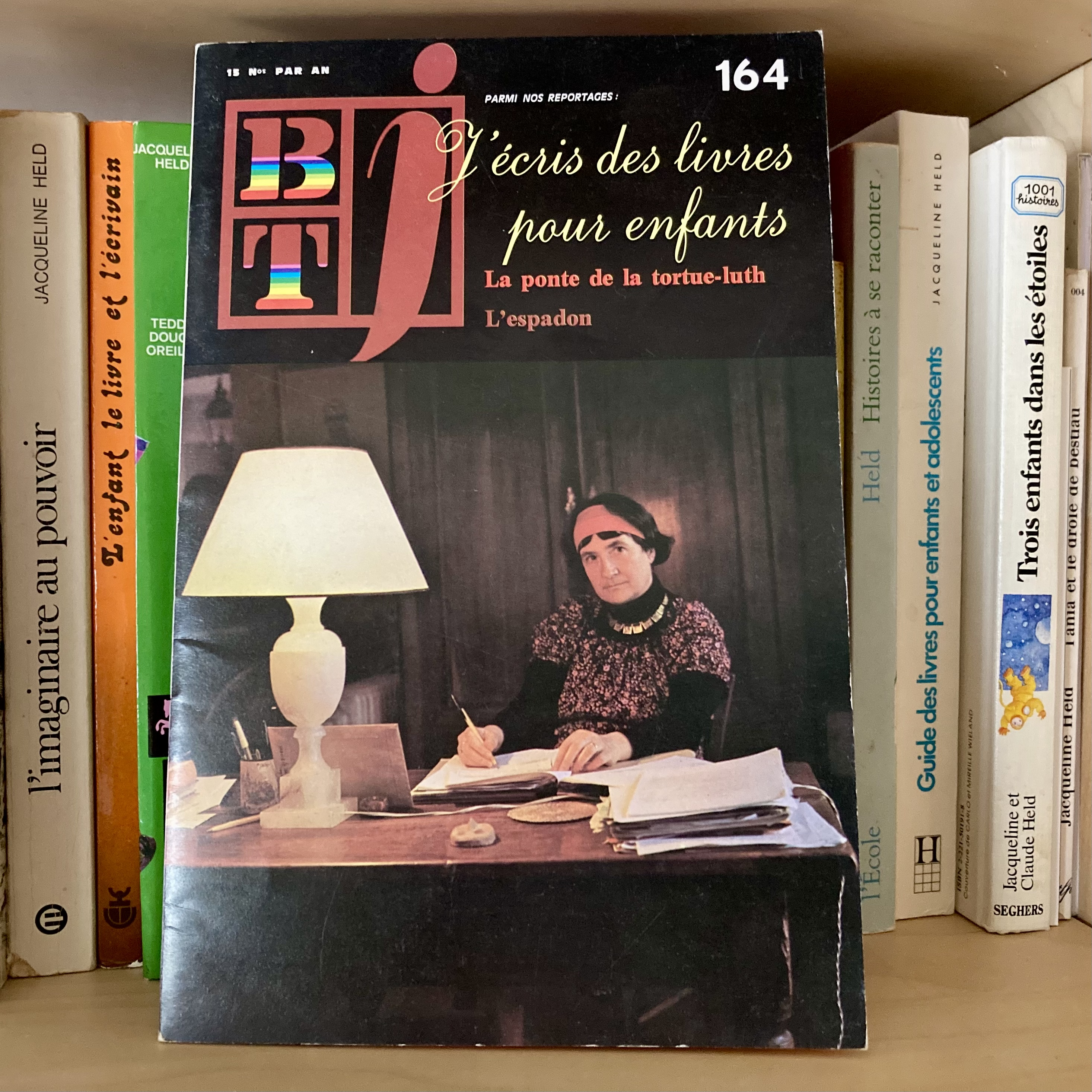
BTJ n*164. Dossier consacré à Jacqueline Held, interviewée par des enfants à destination des enfants, novembre 1978.

Elle a publié deux livres théoriques sur la littérature d'enfance et de jeunesse, L'Imaginaire au pouvoir, aux éditions ouvrières, en 1977 ainsi que L'Enfant, le livre et l'écrivain en 1984. Elle a aussi publié de nombreux livres pour enfants et recueils de poèmes, seule ou avec son mari, Claude Held,.

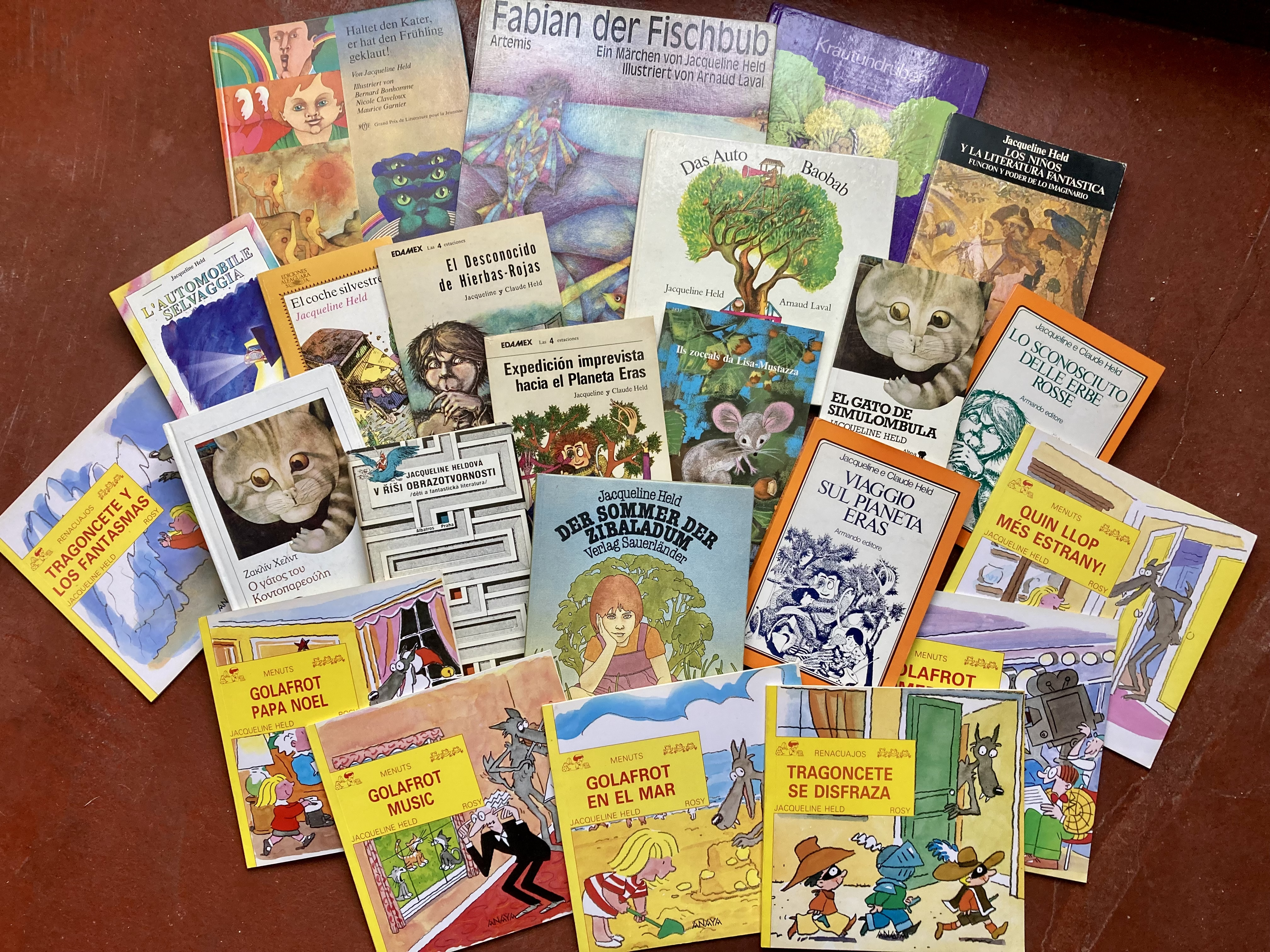
Sélection d’ouvrages traduits de Jacqueline et Claude Held.

Certains ouvrages ont été traduits en Allemagne, Argentine, Brésil, aux États-Unis, Espagne, Hollande, Grèce, Italie, Japon, Portugal, Suède et Tchécoslovaquie.

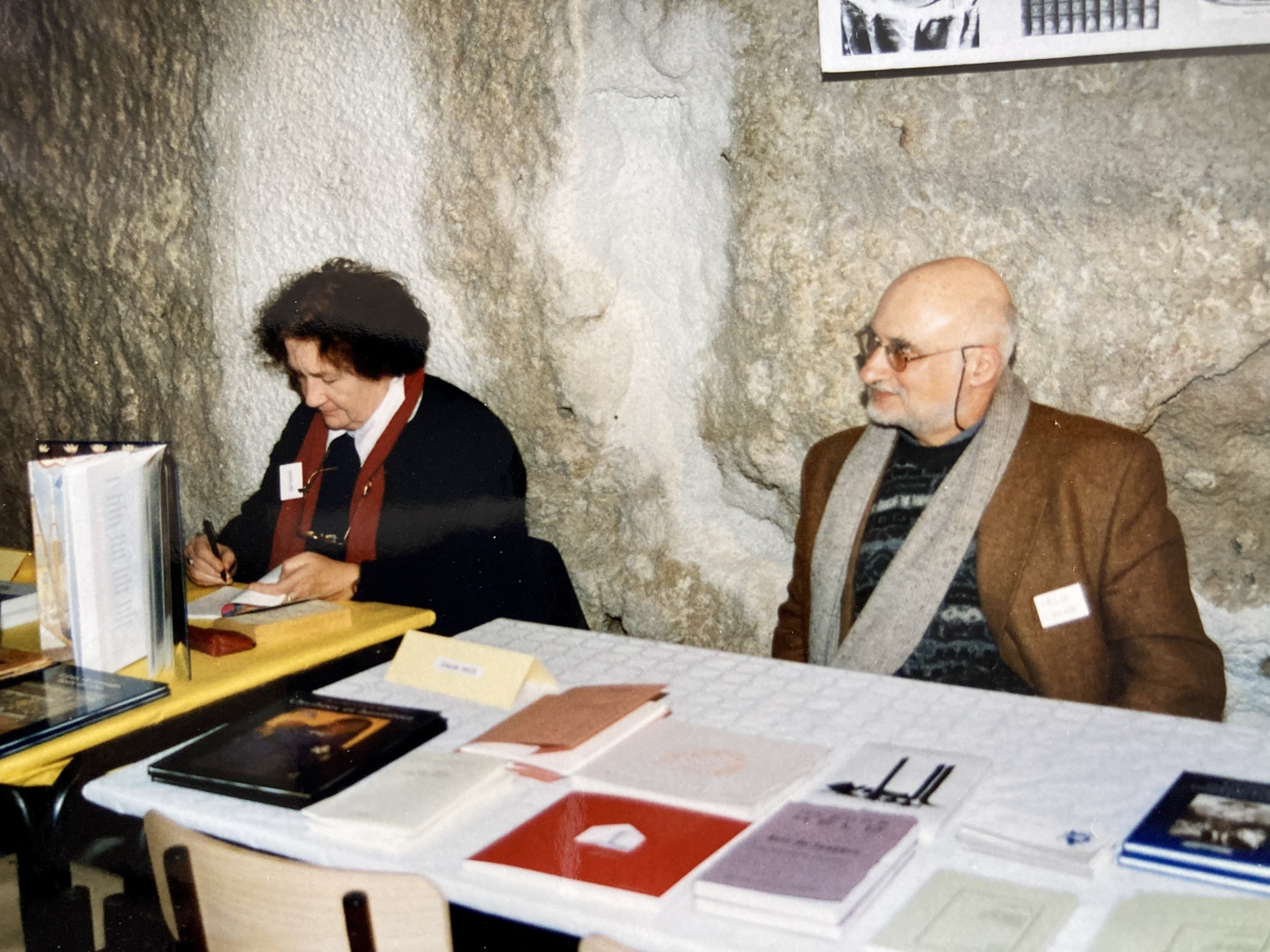
Jacqueline et Claude Held, en dédicace à Montrichard, 1997.

## Œuvres
- Patatou l'hippopotame, dessin de Philippe Thomas, Collection du Carrousel n°44, Dupuis, 1970.
- Jil et Jacinthe au jardin, illustrations de Anne-Marie Constant, Dessain et Tolra, 1970.
- Jil et Jacinthe à la ferme, illustrations de Anne-Marie Constant, Dessain et Tolra, 1970.
- Le Chat de Simulombula, illustrations de Nicole Claveloux, Bernard Bonhomme et Maurice Garnier, Harlin Quist, 1971.
- Les Piquants d'Arsinoë, illustrations de Philippe Lorin, Magnard, 1971.
- Les sabots de Frise-Moustache, illustrations de Ruth Guinard, OSL, 1971.
- La tortue pattue, trapue, ventrue, barbue, illustrations de Philippe Joudiou, Dessain et Tolra, 1971.
- Jil et Jacinthe au zoo, illustrations de Anne-Marie Constant, Dessain et Tolra, 1972.
- Jil et Jacinthe au cirque, illustrations de Anne-Marie Constant, Dessain et Tolra, 1972.
- Jil et Jacinthe à la mer, illustrations de Anne-Marie Constant, Dessain et Tolra, 1972.
- Le lion de Bouddha, illustrations de Dominique Buzias, L’école des loisirs, 1973.
- Arsinoë et monsieur Printemps, illustrations de Sophie Mathey, Magnard, 1973.
- La Part du vent, Duculot Travelling, 1974.
- Le navire d'Ika, illustrations de Jean Garonnaire, Éditions la Farandole, 1974.
- Les enfants d'Aldébaran, Éditions La Farandole, 1975.
- La Tortue, le hamster, le chat, la lune et la télévision, illustrations de Arnaud Laval, Éditions la Farandole, 1975.
- Objet volant non identifié, illustrations de Sophie Mathey, Éditions la Farandole, 1975.
- Petipaton le garçon-poisson, illustrations de Arnaud Laval, Flammarion, 1975.
- Teddy douce-oreille, illustrations de Monique Michel Dansac, Magnard, 1976.
- Dikidi et la sagesse : antifables, illustré par Yvette Pitaud, Robert Constantin, Gérard Hauducoeur, Claude Lapointe, etc., éd. J.-P. Delarge, 1976.
- Mais où est donc Arsinoë ?, illustrations de André Vial, Magnard, 1976.
- Les Inventions extraordinaires de Motimo et Batiba, illustrations de Arnaud Laval, Éditions de l’Amitié, 1977.
- La voiture baobab, illustrations de Arnaud Laval, Duculot, 1977.
- L’imaginaire au pouvoir, Les éditions ouvrières, 1977.
- Le Journal de Manou, Bibliothèque de l'amitié, 1977.
- Dragons de papier, L’école des loisirs, 1978.
- Les nouveaux exploits de Motimo et Batiba, illustrations de Arnaud Laval, Éditions de l’Amitié, 1978.
- Une girafe à l'école, illustrations de Pef, éditions la farandole, 1979.
- Un par un vont les Indiens, illustrations de Jacques Lerouge, Éditions de l'Amitié, 1979.
- La voiture sauvage, illustrations de Michel Charrier, Bordas, 1981.
- Petit Guillaume de Sologne - Conte de Sologne, illustrations de Daniel Henon, La Farandole, 1981.
- Hans le-trop-bavard - conte d’Alsace, illustrations de Françoise Boudignon, La Farandole, 1981.
- Le Secret de Polichinelle et autres contes, illustrations de Anne Leduc, Édition G.P., 1982.
- Parole de crocodile, Magnard, 1983.
- Contes de terre et de lune, illustrations de Maurice Garnier, L’école des loisirs, 1983.
- L'Enfant, le livre et l'écrivain, Éditions du Scarabée, 1984.
- Tania et le drôle de bestiau, Magnard, illustrations de Colette Cotte, 1984.
- Connaître et choisir les livres pour enfants, Hachette, 1985.
- Drôle de loup, illustrations de Maurice Rosy, Bordas, 1986.
- Croktou père Noël, illustrations de Maurice Rosy, Bordas, 1987.
- Piège sur Orlanda, Milan, 1987.
- Histoires à se raconter, L’école des loisirs, 1987.
- Guide des livres pour enfants et adolescents, Hachette, 1987.
- Il était une fois les couleurs du monde…, poèmes recueillis par Jacqueline Held, illustrations de Christine Thouzeau, La Farandole, 1988.
- Croktou à la mer, illustrations de Maurice Rosy, Bordas, 1988.
- L’école en fête, illustrations de Serge Ceccarelli, Rouge & Or, 1988.
- Croktou musicien, illustrations de Maurice Rosy, Bordas, 1989.
- ABC des tout petits, illustrations de Pierre Hézard et Catherine Fichaux, Larousse, 1989.
- Elodie et Nicolas à la campagne, illustrations de Serge Ceccarelli, Rouge & Or, 1989.
- Croktou et les fantômes, illustrations de Maurice Rosy, Bordas, 1989.
- Croktou aux sports d’hiver, illustrations de Maurice Rosy, Bordas, 1989.
- Le carnaval de Croktou, illustrations de Maurice Rosy, Bordas, 1989.
- Croktou et le crayon magique, illustrations de Maurice Rosy, Bordas, 1990.
- Croktou comédien, illustrations de Maurice Rosy, Bordas, 1990.
- Croktou est malade, illustrations de Maurice Rosy, Bordas, 1990.
- Croktou découvre l’Europe, illustrations de Maurice Rosy, Bordas, 1990.
- Croktou danger public, illustrations de Maurice Rosy, Bordas, 1991.
- Cartographie : pays-sage comme une image, Folle avoine, 1992.
- Les Caprices de Mirobolis, Rageot, 1994.
- Ton chat t’écoute, illustrations de Luce Guilbaud, Le Dé bleu, 1994.
- Un, deux, trois… Pays !, illustration de couverture de Jacqueline Held, Lo Païs, 1995.
- Lieux dits et non dits, Encres vives, 1997
- Bleu / blues, L'Atelier de la Dolve, 1998
- Fragilité des fleurs, L'Atelier de la Dolve, 1998
- Couleur jardin, Le dé bleu, 1999
- Roc inébranlable et Roseau fragile, illustrations de Thomas De Coster, Albin Michel, 1999.
- Histoire qui coule de source, illustrations de Capucine Mazille, L’atelier du poisson soluble, 1999.
- Pourquoi courir ?, L’épi de seigle, 2000.
- Zig Zag Pirouette, illustrations de Derez A. Derez, Solos, 2000.
- Le Mangeur de mots, La Renarde rouge, 2002.
- Ce que disent les grandes personnes, Tarabuste, 2002.
- Mystère en Grande Potagie, illustrations de Arnaud Laval, Grasset, 2004.
- Mots sauvages pour les sans voix, Gros Textes, 2004.
- Le jouet du Père Noël, illustrations de Nelly Charbonneaux, Éditions du Rocher, 2005.
- Mots sauvages d’un temps sauvage, Gros Textes, 2005.
- Petit éloge de la lumière, Gros Textes, 2007.
- Fables à lire et à pâlir, Pluie d’étoiles Éditions, 2007.
- Chantebêtes, éditions du Jasmin, 2008.
- Le Chant des invisibles, Corps Puce, 2009.
- Un grand militaire sur une pomme de terre, illustrations de Matt Mahlen, Gros Textes, 2014.
- Des mots de soleil, illustrations de Jean-Marie Pieron, Couleurs livres, 2015.
- J’ai besoin des voix humaines, Gros Textes, 2017.
- Pour attraper le printemps, illustrations de Yves Barré, Gros Textes, 2019.

### Avec Claude Held
- Poiravechiche, illustrations de Tina Mercié, Grasset jeunesse, 1973, réédition 2023.
- Hamster Rame, illustrations de Yvan Pommaux, L’école des loisirs, 1974.
- Le chat qui n’était pas botté, illustrations de Pierre Bataillard, OSL, 1975.
- Lune vole, illustrations de Yvan Pommaux, L’école des loisirs, 1976.
- Hugo et l’homme qui volait les couleurs, texte original et illustrations de Tony Ross, texte français de Jacqueline et Claude Held, Duculot, 1977.
- Le crocodile aspirateur, illustrations de Françoise Purrey, Magnard, 1977.
- Mounette et petit J quittent la ville, texte original de Fay Maschler et illustrations de Sylvie Selig, texte français de Jacqueline et Claude Held, Duculot, 1977.
- Hugo et la chaussette magique, texte original et illustrations de Tony Ross, texte français de Jacqueline et Claude Held, Duculot, 1978.
- Mounette et petit J font les courses, texte original de Fay Maschler et illustrations de Sylvie Selig, texte français de Jacqueline et Claude Held, Duculot, 1978.
- Le Pêcheur de soleil, illustrations de Arnaud Laval, Dessain et Tolra, 1978.
- Les voyages interplanétaires de grand-père Colo conte, illustrations de Willi Glasauer, L'École des loisirs, 1978.
- Expédition imprévue sur la planète Erâs, illustrations de Sophie Mathey, Bordas, 1978.
- Mounette et petit J ont un bébé, texte original de Fay Maschler et illustrations de Sylvie Selig, texte français de Jacqueline et Claude Held, Duculot, 1979.
- Tatous, matous, caribous, Magnard, 1979.
- L’autre de Starros, Magnard, 1979.
- Vous avez dit bizarre, Éditions de l'amitié-G. T. Rageot, coll. Bibliothèque de l'amitié, 1979.
- Le dragon Baryton et la petite Sylvie trop sérieuse, illustrations de Claire Nadaud, Magnard, 1980.
- Trois enfants dans les étoiles, illustrations de André Verret, Seghers, 1980.
- La fausse table chinoise , illustrations de Barbara de Brunhoff, Éditions Universitaires, Jean-Pierre Delarge, 1981.
- Il est une île, Magnard, 1982.
- Tatous, matous, caribous, Magnard, 1982.
- Le mouton nuage, Magnard, 1982.
- Il était une fois demain, La Farandole, 1983.
- 15 voyages vers le temps des planètes, Magnard, 1984.
- Rêves de peintres, rêves de poètes, L'École des loisirs, 1985.
- Cache-cache et devinettes, Magnard, 1985.
- 16 histoires pour rire ensemble, Magnard, 1985.
- 18 histoires succulentes, Magnard, 1985.
- Le fantôme du vicomte, Bordas, 1985.
- Tatiana prend l’autobus, Magnard, 1985.
- L’escargot sot, Magnard, 1985.
- Eve, le brontosaure et le diplodocus, Magnard, 1986.
- Des pucerons et des hommes, Syros, 1986.
- Drôle de dictionnaire, avec Frederic Joos, Milan, 1986.
- La Poudre des 7 planètes, illustré par Jacqueline Duhême, Hachette, 1990.
- Lieux de passages, lieux de rêves, L'École des loisirs, 1991.
- Renga : jeu pour une enfance, Folle avoine, 1992.
- L'Inconnu des Herbes-Rouges, Bordas, 1993.
- Ombres et lumières, L'École des loisirs, 1994.
- Sept Chants pour une Semaine, L’épi de seigle, 1995.
- De Rome aux Abruzzes, Encres Vives, 1995.
- Papat le mille-pattes, Hachette, 1996.
- La voix, le courant, l’estuaire, Wigwam, 1996.
- Un ridicule éléphant, collages de Jacqueline Held, L’épi de seigle, 1998.
- Parole de clown, illustrations de Michel Boucher, Lo Païs, 1999.
- Les papillons s’éparpillent, Pluie d’étoiles Éditions, 1999.
- Chat botté, Chaperon rouge et compagnie, illustrations de Boiry, Lo Païs, 2002.
- Bestiaire énigmatique, illustrations de Jean-Marc Costantino, Éditions Tipaza, 2003.
- Voyage en Préhistoire, Pluie d’étoiles Éditions, 2004.
- C’est quoi un poème ?, Éditions Corps Puce, 2006.
- Chou radis pois et quoi ?, illustrations de Jacqueline Held, Tarabuste Éditeur, 2008.
- L’eau, la terre, monotypes d’André Besse, Éditions Jacques Brémond, 2008.
- Paroles d’Adam et Ève, illustration de couverture de Jeanne Held, Gros Textes, 2009.

### Collectif
- Il était une fois les mots, poèmes réunis par Yves Pinguilly, éditions de la Farandole, 1981.
- Le Jardin Secret des Poètes, Les Éditions Ouvrières - ouvrage hors-commerce - 1984.
- Drôles de drames, Nouvelles choisies par Jacqueline Held, Le livre de Poche Club, 1988.
- Les poètes et le clown, Motus, 1993.
- Tous les souvenirs sont des poèmes, XIIe printemps de Durcet, Chanson Poésie Orne, 1997.
- La cour couleurs, illustrations de Zaü, Rue du Monde, 1997.
- Les animaux et leurs poètes, poèmes réunis par Jean-Hugues Malineau, illustré par Kitty Crowther, Albin Michel, 1998.
- Le tireur de langue, poèmes réunis par Jean-Marie Henry, illustré avec les sculptures de Roland Roure, Rue du Monde, 2000.
- Le fabuleux fablier, fables réunies par Jean-Marie Henry, illustrations de Régis Lejonc, Rue du Monde, 2001.
- L’alphabet des poètes, illustrations de Aurélia Grandin, Rue du Monde, 2005.
- Poèmes à crier dans la rue, poèmes réunis par Jean-Marie Henry, illustrations de Laurent Corvaisier, Rue du Monde, 2007.
- Proverbes et dictons farfelus, poèmes choisis par Jean-Hugues Malineau, illustrations de Pierre Caillou, Albin Michel Jeunesse, 2007.
- Je suis un enfant de partout, illustrations de Judith Gueyfier, Rue du Monde, 2001.
- Ça fait rire les poètes !, poèmes réunis par Jean-Marie Henry, illustrations de Sara, Rue du Monde, 2009.
- Dis-moi si tu m’aimes, Rue du Monde, 2010.
- Affiche ton poème !, Rue du Monde, 2014.
- Je rêve le monde, assis sur un vieux crocodile, conception d’Alain Serres, illustrations de Aurélia Fronty, Rue du Monde, 2015.
- Sous le chapiteau des mots, poèmes choisis par Alain Serres et Jean-Marie Henry, illustrations de Vanessa Hié, Rue du Monde, 2016.
- Arbre(s), illustrations de Daniel Moreau, Donner à Voir, 2016.
- Des poèmes de toutes les couleurs, poèmes choisis par Jean-Hugues Malineau, illustrations de Julia Chausson, Albin Michel Jeunesse, 2016.
- Voyage autour du monde (en 80 poèmes ?), Éditions Corps Puce, 2016.
- Poèmes de soutien aux réfugiants et réfugiés (les poètes contre ce qui choque), Éditions Corps Puce, 2017.
- Pff ! ça sert à quoi la poésie ?!, poèmes choisis par Alain Serres et Jean-Marie Henry, illustrations de Laurent Corvaisier, Rue du Monde, 2018.
- Mes premières comptines et autres poèmes, illustrations de Luce Guilbaud, Couleur livres, 2019.
- Mon coffret à poèmes, Rue du Monde, 2019.
- Bienvenue en poésie, 30 poèmes pour ta naissance, illustrations de Aurélia Fronty, Rue du Monde, 2020.

### Adaptations
- Le Chat de Simulombula, enregistrement ORTF réalisé par Evelyne Frémy, avec Bernard Lavalette, Annie Dubergoin, Marie-Jeanne Gardien, 1971[9].
- Poiravechiche, un spectacle de Jacques Leny, d’après le texte de Jacqueline et Claude Held, 1975 [10].
- Antifables (vinyle 45 tours), texte de Jacqueline Held, arrangement de Jacques Cassard, Le Chant du monde, 1976.
- Antifables 2 - Conseils aux enfants sages (vinyle 45 tours), texte de Jacqueline Held, arrangement de Jacques Cassard, Le Chant du monde, 1976.
- Le Noël d’Hector le loup (vinyle 45 tours), texte de Jacqueline Held, raconté par Alain Souchon, RCA, 1976.

## Prix et distinctions
- 1970 : Grand prix ORTF de littérature pour la jeunesse[3], pour Le chat de Simulombula
- 1978 : (international) « Honor List »[11], de l' IBBY, catégorie Auteur, pour Dikidi et la sagesse